# David Wagner (director)
David Wagner (nacido en 1982 en Viena) es un director de cine y guionista austríaco.

## Vida
Wagner creció en Favoriten y en Königstetten (Baja Austria), asistió a una escuela secundaria de música en Tulln y completó su educación en una escuela primaria en Viena con un enfoque en arte. Luego hizo su servicio militar en las Fuerzas Armadas de Austria.
A principios de la década de 2000, comenzó a hacer cortometrajes con amigos y adquirió experiencia práctica en escenarios de la industria cinematográfica, incluso como asistente personal de Stefan Ruzowitzky.

## Filmografía
- Eismayer (2022)